# Vicia bithynica
Vicia bithynica  es una especie  de la familia de las fabáceas.

## Descripción
Vicia bithynica es una hierba anual, trepadora, pelosa, con pelos de 0,3-1 mm, erectos, tuberculados. Tallos hasta de 50 cm, erectos o ascendentes, tetrágonos. Hojas 16-45 mm,pecioladas, con 1-3 pares de folíolos, terminadas en zarcillo simple o ramificado; estípulas 10-15 x 3-9 mm, elípticas o lanceoladas, agudas, semihastadas, inciso-dentadas, sin nectario; folíolos 14-46(56) x (2,5)4-12(18) mm, elípticos, estrechamente lanceolados o lineares, obtuso-mucronados o subagudo-apiculados. Inflorescencias pedunculadas, con 1-2 flores; pedúnculo 0,4-7 cm; pedicelos de 3-6 mm. Cáliz 8-11 mm, actinomorfo o ligeramente zigomorfo, campanulado, con base casi simétrica y boca casi recta, hirsuto; tubo 3,5-4 mm, con 20 nervios; lóbulos 4,5-7 mm, iguales o poco desiguales, tan largos o más largosque el tubo, estrechamente triangulares, subulados. Pétalos en general purpúreoso violáceos; estandarte 14-20 x 8-10,5 mm, obovado-espatulado, emarginado, con la lámina más larga que la uña, no patente; alas 12,5-17 x 4-5,5 mm, con la lámina más larga que la uña, blanquecinas o amarillentas; quilla 8,5-11,5x 3,5-4,5 mm, recta, obtusa, con la lámina más corta que la uña. Androceo con tubo estaminal oblicuo en el extremo; anteras c. 0,4 mm, oblongas. Ovario pubescente;estilo deprimido, con pelosidad subapical que forma un mechón en lacara carinal. Fruto 35-45 x 7-11 mm, oblongo, comprimido, sentado, marcadamente contraído entre las semillas, glabro, hírtulo o con márgenes densamente ciliolados, con pelos tuberculados, con 5-7 semillas. Semillas de 4 mm, subcúbicaso esferoidales, ± comprimidas, lisas o débilmente foveoladas, de color pardoobscuro; hilo de 1,8 mm, elíptico, 1/7-1/6 del contorno de la semilla.

## Distribución y hábitat
Se encuentra en los bordes de caminos y herbazales húmedos; a una altitud de 0-850 metros desde S y W de Europa hasta la península de Crimea, Transcaucasia, Asia Menor, Siria, el Norte de África y Azores. Diseminada por las regiones costeras del N, E y W de la península ibérica, así como en Baleares, más rara en el interior.

## Taxonomía
Vicia bithynica fue descrita por (L.) L. y publicado en Systema Naturae, Editio Decima 2: 1166. 1759.
Citología
Número de cromosomas de Vicia bithynica (Fam. Leguminosae) y táxones infraespecíficos:
2n=14
Etimología
Vicia: nombre genérico que deriva del griego bíkion, bíkos, latinizado vicia, vicium = la veza o arveja (Vicia sativa L., principalmente).
bithynica: epíteto geográfico que alude a su localización en Bithynia.
Sinonimia:
- Ervum bithynicum (L.) Stank.
- Lathyrus bithynicus L. basónimo[5]

## Nombre común
- Castellano: vícia bitínica.[6]